# واقی (یمن)
 واقی  به عربی ( اَلواقی )، دهستان بزرگی درپایهٔ کوه (جبل جنیش)، در ناحیهٔ (مخلاف کبیر)، از توابع استان صَنعاء در کشور یمن در شبه جزیره عربستان است. 

## جمعیت
جمعیت آن (۱۲۸۳۴ ) نفر (30 خانوار ) می‌باشد. 

## روستاها
روستاهای توابع این دهستان به شرح زیر است:
- روستای الکرهیة
- روستای الحدادین
- روستای الحَجَر
- روستای بنی قبلة
- روستای العمتین
- روستای الوهر
- روستای الَمَکائر
- روستای النبیشعة

## منبع
- المقحفی، ابراهیم، احمد ، (مُعجَم المُدُن وَالقَبائِل الیَمَنِیَة) ، منشورات دار الحکمة، صنعاء، چاپ پنجم، وانتشار سال ۱۹۸۵ میلادی به (عربی).